# Карашовени
Крашованите (на хърватски: Krašovani, Крашовани, Karašovani, Krašovanje, Karaševci или Koroševci; на румънски: Caraşoveni, Cârşoveni, Cotcoreţi или Cocoşi) са етнографска група, населяваща главно общините Карашова и Лупак, както и околностите на окръг Караш-Северин, намиращ се в румънската част на историческата област Банат.
Предполага се, че приблизителният им брой е към 5000 души, като само около 207 се самоопределят като крашовани на национално ниво.

## Местонахождение и население
В Румъния, където живеят крашованите, има 2 общини, в които те сформират мнозинство. Това са общините в окръг Караш-Северин: Карашова и Лупак.
Според преброяването на населението в Румъния през 2002 г. 84,60% от жителите на община Карашова са посочили, че са хървати, 4,47% цигани, 4,41% румънци и 4,96% друга етническа група (най-вероятно крашовани). В общината живее и един българин. В община Лупак като хървати са се определили 93,38%, а като румънци 5,32%. 79,75% от жителите на Карашова и 93,45% от жителите на Лупак са посочили като майчин език – хърватския.

## Произход
Първоначално в района на Банат са съществували славянски селища още преди идването на крашованите. Предците на днешните крашовани пристигат в областта от три различни области. Най-мащабната група били българи, които населявали района на река Тимок.
Друга група, наречени турополци, идват от провинция Турополе, днешна Хърватия. Поради дългото влияние от страна на българите, които говорели на торлашки диалект, турополците изгубили своя говор, считан за кайкавски. Останалата част, за която се предполага, че са хървати, идват от босненската провинция Сребрена. В резултат на всичко това, тези три групи сформирали отделна етническа група, известна като крашовани.

## История
По времето на Австрийската империя крашованите в Банат са били около 10 000 души. През 1896 година в Австро-Унгария се извършва преброяване на населението, според което около 7500 от жителите на империята са били крашовани. Техният брой намалява до 2775 при преброяването през 1992 г.
След падането на режима на Чаушеску, правителството на Румъния дава специален малцинствен статус и привилегии на сърбите в страната. По този начин през 1989 година е създаден „Демократичният съюз на сърбите и крашованите в Румъния“ (на румънски: Uniunea Democratică a Sârbilor si Caraşovenilor din România).

## Българи или сърби
Според много световни и български учени, като Г. Гибрус, М Младенов, К. Телбизов и Т. Балкански, предшествениците на днешните крашовани са били българи. От друга страна водещи сръбски лингвисти считат, че те са сърби. Спорът между двете страни винаги е съществувал. Главна причина за това е езикът, на който говорят крашованите. Крашованите говорят на торлашки диалект, за който също се спори дали е български или сръбски народен говор.
Крашованите идват от района на река Тимок след 1370 г. Откакто е създадена Втората българска държава, до падането ѝ под османска власт, Тимошко винаги е било част от нея, като тогава областта е била населена почти само от българи. Това дава основателна причина на много историци и лингвисти да смятат, че предците на днешните крашовани са били българи, а не сърби, както твърдят много сръбски учени.

### Теории за произхода на карашовените
Съществуват общо 6 теории за произхода на карашовените, т.е. че те са:
1. българи;
2. сърби;
3. хървати;
4. чехи;
5. смесен произход;
6. отделен етнос.

## Език
Езикът на днешните крашовани е нехарактерен за езиците, които се използват в Банат. За разлика от сърбите в областта, които говорят на екавския вариант на щокавския диалект, крашованите говорят на поддиалект на торлашкото наречие, който е много близък до българските говори в Западните покрайнини и Белоградчишко-трънския край, считани също за поддиалекти на торлашкия.